# Ivica Prlender
Ivica Prlender (Dubrovnik, 1957.) je hrvatski povjesničar.

## Životopis
Filozofski fakultet (studij povijesti i kroatistike) završio je u Zagrebu. Na istom je fakultetu magistrirao i doktorirao. Glavni istraživački interes su mu povijest Dubrovnika i povijest srednje i istočne Europe u srednjem vijeku. 
Od 1986. godine zaposlen na Odsjeku za povijest Filozofskog fakulteta u Zagrebu. Od 1992. nositelj je predmeta "Povijest srednje i jugoistočne Europe u srednjem vijeku" te kolegija iz povijesti Dubrovačke Republike. 
Više je godina bio ravnatelj Dubrovačkih ljetnih igara.